# دورا كونز
دورا كونز (بالإنجليزية: Dora Van Gelder)‏ هي كاتِبة أمريكية، ولدت في 28 أبريل 1904، وتوفيت في 25 أغسطس 1999.